# Charles Ponche
Charles Ponche, né le 23 mai 1884 à Amiens (Somme) et mort le 10 février 1916 à Dugny (Seine-Saint-Denis), est un ingénieur aéronautique français. Il est l’inventeur, avec Maurice Primard, du Tubavion, le premier avion entièrement métallique au monde, en 1912.